# Деклан Кидни
Деклан Кидни (енгл. Declan Kidney; 20. октобар 1959) бивши је ирски рагбиста, а садашњи рагби тренер. Играо је рагби за Долфин РФК и школовао се за професора математике. Као тренер радио је у Манстеру, Ленстеру и Њупорт гвент дрегонсима, а био је и селектор рагби репрезентације Ирске. Са Манстером је освојио 2 купа европских шампиона и 1 келтску лигу. Са репрезентацијом Ирске освојио је гренд слем 2009. Предводио је као селектор ирску репрезентацију на светском првенству 2011, када су у четвртфиналу испали од Велса.